# Bălnaca, Bihor
Bălnaca este un sat în comuna Șuncuiuș din județul Bihor, Crișana, România.

## Așezare
Situat pe cursul superior al Crișului Repede, la poalele Munților Pădurea Craiului, pe linia de cale ferată Oradea — Cluj-Napoca, între localitățile Șuncuiuș și Bratca, satul Bălnaca se întinde de o parte și de alta a Crișului Repede, care desparte vatra satului de cătunul Bălnaca-Groși. Rolul de stăvilar natural al Crișului în ofensiva munților spre est îl dovedește configurația formelor de relief. Prelungirile montane înaintează până pe malul stâng al Crișului, formând un fel de baraj natural înalt.  Pe malul drept relieful prezintă lunci înguste și joase  continuând cu dealuri domoale.
Este atestată documentar în anul 1406 cu numele de Bánlak. A fost pe rând proprietatea familiilor Dragffi (1552), a lui Stefan Bocskai (1604), Mihai Imreffi și Elisabeta Zólyomi (1614), posesiune a lui Gavrilas Movila (1623).  Istoricul Liviu Borcea avansa ideea că numele de Bánlaka ("Satul Banului") ar proveni de la faptul că aici ar fi avut reședința Ioan, ban de Severin, cel care a primit din partea regelui Ungariei câteva sate de pe Crișul Repede pe la sfârșitul sec. al XIV-lea.

## Istoric până in secolul al XV-lea
Satul apare cu două denumiri: Banlaca și Bălnaca. Sub denumirea de Bȧnlaka apare în istoriografia maghiară știut fiind că aceasta preia toponimia românească în transcriere ortografică maghiară. Pentru filiera românească a numelui de Banlaca pledează forma de Banlus, care este forma articulată a lui Ban, deci Banul, alături de Banus.
Numele de Bălnaca s-ar lega de conviețuirea elementului autohton cu cel slav. Începând cu secolul al VIII-lea se constată o înmulțire a elementului slav și conviețuirea acestuia cu cel autohton mai ales pe cursul superior al Crișurilor, Beretăului și Crasnei, fapt dovedit de descoperirile de la Oradea, Valea lui Mihai, Săcuieni, Șuncuiuș, Sălacea, Biharea, etc..
Astfel,forma de Bălnaca  este de origine slavă însemnând alb,provenită,probabil, de la munții de calcar din hotarul satului. O similitudine se poate observa în denumirea orașului Alba - Iulia, care în vechime de numea Bălgrad,tradus Orașul Alb devenit apoi Alba Iulia. 
Și numele unor localități apropiate ca Birtin, Borod sau Vruzteluk ar fi de origine slavă afirmă regretatul istoric Liviu Borcea. Localitatea Vruzteluk situată în raza comunei Șuncuiuș este amintită în bibliografia de specialitate . Localitatea Vruzteluk situată în raza comunei Șuncuiuș este amintită în unele izvoare istorice ca fiind dispărută. Dar, localitatea apare în documente, cu ocazia socotelilor de dijmă ale Episcopiei orădene din anii 1291-1294. Azi denumirea se păstrează sub forma de Rustelec, fiind un cătun aparținător satului Bălnaca situat la hotarul cu localitatea Șuncuiuș. 
Ambele denumiri ale satului Bălnaca sunt anterioare secolului IX, când elementul slav este asimilat deja de populația autohtonă. Iar faptul că localitatea Vruzteluk este amintită la sfârșitul secolului al XIII-lea ar fi  un argument în plus în susținerea afirmației că vatra satului Bălnaca era pusă cu cel puțin două secole înainte de atestarea sa documentară din 1406.
Condițiile naturale existente pe aria geografică de răspândire a satului Bălnaca au favorizat locuirea umana încă din cele mai vechi timpuri. Este așezat pe cursul superior al Crișului Repede, pe unul din versanții nordici ai munților Pădurea Craiului.
În peșterile de pe valea Crișului Repede din zona Alesd-Șuncuiuș s-au descoperit materiale arheologice care datează din perioada ultimului veac și jumătate din epoca bronzului, respectiv din secolul al XIII-lea și prima jumătate a secolului al XII-lea î.Hr.
Peșterile situate pe raza comunei Șuncuiuș, respectiv a satului Bălnaca cum sunt : Mișidului, Izbândiș, Igrița, Ungurului au oferit loc de refugiu comunităților preistorice sau din epoca prefeudală
În peștera de la  Piatra Roșie din satul Bălnaca niște păstori de capre au descoperit mai multe obiecte de bronz, fragmente de bronz, și două seceri de bronz, trimise în 1853 la Muzeul Național din Budapesta.  Se pare că cele două seceri nu au avut o soartă comună, deoarece alte surse istoriografice menționează o seceră care se află la Muzeul Național din Budapesta, alta în colecția colegiului reformat din Debrețin. În cele două peșteri de la Piatra Morii, cercetate în 1931 s-au găsit „cioburi eneolitice”, clasate ca fragmente de ceramică din faza de trecere spre epoca bronzului și un fragment de ceașcă hallstattiană (prima vârstă a fierului).
Unitatea stilistică și cronologică a materialelor arheologice descoperite în peșterile comunei Șuncuiuș au permis atribuirea lor unui nou grup cultural denumit Igrița, denumire lansată în 1978, cu ocazia colocviului privitor la epoca bronzului, organizat de Institutul de Arheologie din București. Purtătorilor grupului Igrița 1 li se pot asocia depozitele de bronzuri descoperite pe valea Crișului Repede La: Negreni, Bălnaca, Vadul Crișului, Alesd, Oșorhei, la care se adaugă descoperirile de la Oradea-Salca, Biharea, Roșiori, Cociuba, Valea Lui Mihai, Suplacu de Barcău, Deva. Ambele faze de evoluție a grupului Igrița se dezvoltă între secolele XIII-XII î.H.până în pragul Hallstattului A.
În epoca bronzului în nord-vestul României predomină cultura Otomani cu nucleul în Țara Crișurilor. Templul cu megaron de la Sălacea prezintă certe analogii cu monumente din lumea Egeică.
Dacă în epoca bronzului zona defileului Crișului Repede de la Bălnaca spre Șuncuiuș apare intens locuită, inventarul ceramic pledează pentru o locuire anterioară epocii bronzului cu o continuitate până în prima vârstă a fierului inclusiv.
Demne de semnalat sunt descoperirile arheologice întâmplătoare, care atestă prezența celților în  acest areal geografic. Celții făceau parte din marea familie a popoarelor indo-europene. Ei au migrat masiv din nordul Europei, în Balcani in secolul al IV-lea î.d.H. În jurul anilor 335 î.d.Hr. pătrund în Câmpia Tisei și podișul Transilvaniei.
De exemplu, în peștera Mișidului din Bălnaca s-au descoperit piese celtice care se păstrează la Muzeul Transilvaniei din Cluj-Napoca. În această peșteră s-a mai găsit un mormânt al unei căpetenii cu un bogat inventar arheologic de la sfârșitul epocii bronzului și începutul epocii  fierului. În același loc s-a descoperit și un vas de lut dacic, ceea ce atestă locuirea în continuare  a peșterii. De altfel, și în alte peșteri cum ar fi Lesiana ( Ungurului) fragmentele ceramice atestă continuitatea locuirii și în perioada prefeudală din secolele IX-XI d.Hr.
În anul 1986, arheologii dr. Sever Dumitrașcu și dr Ioan Crișan, de la Muzeul Țării Crișurilor  au început săpături sistematice pe Dealul Simionului în Bălnaca, unde au semnalat o cetate  din prima vârstă a fierului construită cu o prelungire de tip „pinten-barat” până la malul drept Crișului Repede.  Din acest loc se putea controla întreaga zonă, deoarece comerțul cu sare și piese de bronz  se făcea cu ajutorul plutelor pe Criș  de către populația tracă a secolelor XIV-X î.d.Hr.  Tracii făceau și ei parte din popoarele indo-europene care s-au așezat, cu precădere,pe teritoriile Europei de Est. Din neamul tracilor se trăgeau triburile dacilor și ale geților, așa cum afirmă istoricii din antichitate.
De la această cetate hallstattiană, adică din prima vârstă a epocii fierului, la nici 100 de metri în linie dreaptă se află peștera Lesiana (Ungurului), pe malul stâng al Crișului, unde în anul 1988 s-a descoperit, întâmplător, un depozit de bronzuri  conținând în total 113 piese de bronz. Depozitul e format din: unelte, dălți, ciocane, arme, brățări, piese de îmbrăcăminte sau harnașament (centuri, saltaleoni, tutuli, pandantive caliciforme, falere, butoni, verigi de picior, brățări din bară de bronz, inel de prindere, ace,) fragmente de ceramică. Fragmentele de ceramică au fost găsite lângă o vatră de foc de la care  pornește un strat gros de cenușă spre pârâul peșterii, ceea ce indică o folosire îndelungată a cuptorului  care a servit, probabil, unui atelier de turnătorie a obiectelor de bronz. În sprijinul acestei ipoteze vine configurația naturală a peșterii cu o boltă semicirculară, de 33/20 metri,  care favoriza activitatea oamenilor în orice condiții meteorologice, având portalul cel mai înalt dintre toate peșterile din zona carstică Șuncuiuș și din nordul Masivului Pădurea Craiului. În anul 1989 s-a descoperit al doilea depozit de bronzuri tot în gura peșterii Lesiana, la 3 metri sud de intrarea în peșteră. În urma  săpăturilor arheologice au  ieșit la iveală alte 19 piese de bronz și un vas-cuptor portativ care îndreptățește presupunerea că în acest loc exista o turnătorie de bronzuri deci, un loc cu  o  activitate metalurgică intensă. Cercetătorii dr.Sever Dumitrașcu și dr. Ioan Crișan datează depozitele  de bronzuri  din peștera Lesiana în secolele XIII - XII-lea î.d.H, adică în jurul anilor 1300 - 1200 înainte de Hristos, situându-le alături de alte mari depozite sau turnătorii de bronzuri de pe teritoriul României. 
Ambele descoperiri arheologice sunt foarte importante deoarece dovedesc  stadiul înalt atins de civilizația și cultura comunităților trace de la sfârșitul epocii bronzului și începutul epocii fierului, iar identitatea stilistică a pieselor de bronz din aceste depozite cu cele descoperite în alte localități de pe teritoriul României dar și  din centrul și sud-estul Europei  ilustrează unitatea de cultură  a tracilor de pe un vast areal geografic.
În alte părți ale lumii tocmai se termina înfloritoarea civilizație myceniană una din cele mai însemnate din epoca bronzului reprezentată în  insula Creta prin palatul de la Knossos și alte orașe antice din sudul Greciei de azi.  
Se poate vorbi de o continuitate a locuirii umane pe teritoriul satului Bălnaca  și în  împrejurimi și în perioadele istorice următoare. Bunăoară, cercetătorul Mircea Rusu, arheolog din Cluj Napoca ne semnala, în anul 1971, existența unei cetăți dacice de pământ  pe teritoriul satului în locul numit azi dealul lui Dămnenea, la aproximativ 150 de metri de pe malul drept al  vechiului curs al Crișul Repede. Locul puțin înalt, situat lângă apă permitea o perspectivă amplă asupra defileului Crișului. Nu e de mirare că locul a fost locuit încă din cele mai vechi timpuri datorită unor avantaje strategice si a celor  naturale de relief.
Menționăm că vechiul curs al Crișului era altul înainte de a se construi Calea ferată în secolul al XIX-lea d.H. În zona amintită Crișul curgea prin locul numit azi Moara Bătrână deoarece cu un secol mai devreme, respectiv în secolul al XVIII - lea d.H. în documente este menționată o moară pe apă. 
Revenind la locul cetății dacice trebuie să spunem că, până în prezent nu s-au făcut  cercetări sistematice sau săpături arheologice, locul fiind proprietate privată.  Poate că nu este lipsit de interes să povestim o întâmplare  spusă de bunici petrecută cu un secol în urmă, când proprietarul poreclit Dămnenea și-a săpat fundatia la casă, la câțiva metri de locul cetății dacice sau poate chiar în incinta acesteia.  În timpul săpăturilor  a ieșit la iveală un craniu uman de dimensiuni foarte mari încât unul dintre săpători și l-a tras pe propriul  cap iar craniul a încăput lejer. Gândul ne duce la  legenda care spune că în aceste locuri trăia un uriaș pe nume Bandula. Urieșii sunt amintiți și în Biblie, fiind ființe umane de mari dimensiuni având până la 3 metri înălțime. Ei ar fi fost o rasă umană care a trăit înainte de Potopul biblic. Urme ale existenței lor au fost descoperite în multe locuri din lume. Povestea lor încă nu este elucidată sau poate nu îndeajuns cercetată. 
Despre perioada dacică menționăm faptul că în peștera Mișidului  s-a descoperit un vas de lut dacic cu o monedă emisă de orașul Dyrrachium (secolele II - I d.H)  iar pe teritoriul comunei apropriate, Vadul Crișului s-au găsit monede emise de împăratul roman Gordianus. De asemeni, în peștera Igrița, din hotarul comunei Aștileu s-a descoperit un tezaur compus din 26 de denari romani imperiali. A fost  datat între anii 147-191 d. H. dovedind  schimburile comerciale  intense dintre dacii liberi și provincia imperială precum și existența unui drum comercial în antichitate pe valea Crișului Repede. Unii istoriografi  situează granița de vest a Daciei Romane la Tisa susținând că, pe valea Crișului Repede ar exista urme de castre romane la Bucea, Șuncuiuș, Vadul Crișului. Cel mai bine păstrat, până în zilele noastre este castrul roman de la Bologa de lângă  Huedin.
Existența și continuitatea folosirii drumului de pe valea Crișului Repede ce lega Câmpia Tisei cu Transilvania este confirmată de urmele descoperirilor arheologice  de la Șuncuiuș, Bălnaca, Vadul Crișului,etc. Bunăoară în gura peșterii Lesiana  s-au descoperit vestigii de la o lociunță.din  perioada feudală timpurie, din secolele XI-XIII d.H argument al continuității de locuire umană a zonei. 
În documentele medievale, vama de la Vadul Crișului este amintită ca fiind "din vechime". La Vadul Crișului se vămuiau mărfurile transportate  pe cele două drumuri : cel de uscat și cel de apă. De la Birtin, drumul de uscat urca pe coasta dealului spre Săbolciu, la Oradea. Cel de apă era prevăzut cu un   punct de observație construit la Vadul Crișului, în secolul al XIII-lea situat  în coasta muntelui, într-un punct ce permitea o largă panoramă  asupra plutelor de pe Criș. Localnicii numesc această construcție ,,Casa Zmeului,,. Până la construirea acesteia, punctul de vămuire era situat în gura peșterii alăturate care are o deschidere largă și o boltă înaltă oferind condiții bune pentru desfășurarea activităților umane. De altfel, în această peșteră s-au descoperit fragmente de ceramică prefeudală.
În anul 1256 într-un ordin al regelui Bela al IV-lea către Capitlul bisericii din Oradea sunt amintite moșiile din Birtin, Șuncuiuș, Tileagd și Săbolciu, cu ocazia procesului dintre Ladislau și Toma, cu comitele Paul pentru stabilirea hotarelor stăpânite de aceștia și a privilegiilor lor asupra vămii de la Birtin. Cu această ocazie se vede întinderea mare a celor două moșii, Crișul Repede fiind graniță comună. Sunt amintite granițele de nord ale pământurilor stăpânite de același feudal, care mergeau până la Ocnele de sare ale Dejului: „iar de aici merge de-a lungul albiei Crișului în sus la zisul pământ Birtin și trece astfel mai sus de-a lungul aceleiași albii a Crișului în munții mijlocii și cei înalți și ajunge la locul acela unde pârâul ce se cheamă Medlespataka se varsă în Criș... merge în sus până la muntele care se cheamă Vama Rez.. până la capătul unei câmpii care se cheamă Vamus”. Documentele consemnează faptul că, aceste locuri, până la Vama Rez erau stăpânite de ducele Menumorut cel care a opus o dârză rezistență incursiunulor regatului maghiar în părțile Bihorului.

## Istoric între secolele XV-XVIII
In prima jumătate a secolului al XlII-lea, în partea de est a comitatului Bihor se constituie domeniul Șinteului, construindu-se lângă Aleșd o cetate întărită, căreia îi vor aparține unele sate situate între Barcău, Crișul Repede, Piatra Craiului și Valea Gepișului.
Istoria deosebit de frămîntată a domeniului cuprinde aproape cinci secole de existență, din a doua jumătate a secolului al XlII-lea pînă în al doilea deceniu al secolului al XVIII-lea. In această perioadă este stăpînit de mai multe familii nobiliare maghiare, de unii principi ai Transilvaniei sau administrat direct de coroana regală. 
In secolul al XVII-lea stăpâni ai domeniului cu intermitențe, sânt foștii domni ai Țării Românești Gavrilaș Movilă și Constantin Șerban, Gheorghe Ștefan al Moldovei, care, în urma pierderii tronurilor, se retrag aici, datorită legăturilor de prietenie cu principii Transilvaniei.
În secolele XVI—XVII, de la prima atestare documentară din 1406, pe care o cunoaștem (după cercetările de până acum) până în 1652 satul Bălnaca apare, invariabil, ca aparținând domeniului cetății Șinteu, chiar dacă stăpânii se vor schimba des. La 1406, domeniul intră în stăpânirea familiei Lacy de Santău. Cu această ocazie, se face și prima conscriere a domeniului, în care sânt menționate 63 de așezări. Bălnaca este înscrisă sub denumirea maghiarizată de „Banlak". La conscripția din 1552, satul este în posesia lui Gȧspȧr Drȧgffi, pentru ca, din 1559 pînă în 1604 să aparțină celui mai mare nobil proprietar de pământ de la sfârșitul secolului al XVI-lea, din comitatul Bihor, Ștefan Bocskai, personaj care va ajunge, pentru o scurtă perioadă, și principe al Transilvaniei. La 1614 satul apare ca fiind în proprietatea lui Mihai Imreffi și Elisabeta Zolyomi, soția acestuia. După moartea lui Mihai Imreffi, Elisabeta Zolyomi se căsătorește cu fostul domn al Țării Românești, Gavrilaș Movilă, care devine astfel stăpân al Șinteului. În testamentul Elisabetei Zolyomi, din 1623, sânt nominalizate satele care vor intra în proprietatea lui Gavrilaș Movilă. Bălnaca ocupă poziția a 7-a din cele 32 de localități enumerate.  
Satul Bălnaca, în anul 1652 figurează cu 29 de porți printre satele domeniului Șinteu. De la această dată până la 1694 nu se cunosc alte mențiuni documentare despre sat. Privitor la soarta domeniului Șinteu în aceste decenii se știe că la 28 octombrie 1657 Dieta Transilvaniei îl acordă lui Gheorghe Rȧkoczi al II-lea dar, peste două luni, la 28 decembrie 1657 și până în jurul anului 1660 va fi în posesia lui Constantin Șerban, fostul domn al Țării Românești. Între  anii 1660—1692 domeniul intră în administrația Pașalâcului de Oradea.
În mențiunile documentare amintite nu sunt specificate obligațiile țăranilor față de stăpânul feudal. Se cunoaște însă că, până la sfârșitul secolul al XV-lea, dările românilor stabilite la Dieta de la Turda din 1548 se limitau la quinquagessima ovium, ei fiind scutiți de alte dări.
Administrația austriacă stabilește după 1598 dijma din porci și oi, iar dacă erau sub 10 capete se puteau răscumpăra în bani. Românii mai aveau de prestat obligații în muncă și de făcut daruri de sărbători.
Stăpânirea otomană a simplificat sistemul de percepere a dărilor, introducând dările globale.
O analiză demografică a populației satului pentru secolele XVI— XVIII este mult îngreunată de penuria datelor, astfel încât, din cele 7 mențiuni documentare doar patru oferă și o situație a populației, situație, care la rândul ei, nu reflectă realitatea, ci doar pe contribuabilii care trebuiau să presteze obligațiile feudale, cunoscut fiind în aceste vremuri și fenomenul sustragerii de la conscrieri. 
În al doilea rând, nu se cunoaște exact conținutul noțiunii de poartă folosită în conscripția din 1552, de casă la 1559 sau 1652. La sfârșitul secolului al XVI-lea, în unele locuri 6 supuși constituiau o poartă, iar la începutul secolului al XVII-lea, la 1609, poarta cuprindea 4 case iobăgești sau 12 case de jeleri. Dacă se ia media de două unități iobăgești pe poartă și indicele mediu pentru o familie de 4, atunci situația locuitorilor satului Bălnaca ar fi următoarea:
1552 —   6 porți — 12 familii — 48 de locuitori iar în 1559 — 15 case — 30 familii — 120 locuitori.
Pentru secolul al XVI-lea se consideră mai potrivit indicele mediu pentru o familie de 4 persoane, ținându-se cont de realitățile vremii.
În conscripția din 1552 satul se numără printre cele 56 de așezări cu câte 6-10 porți, încadrându-se în categoria așezărilor mici și mijlocii, cu un număr relativ mic de locuitori. Cei 32 de ani (1660—1692) de ocupație turcească în Bihor au lăsat urme în planul demografic  și al dezvoltării economico-sociale a comitatului.
Conscripția din 1692 spunea, tendențios că: „Banoka, Banlaka: Praedia sequentia tanto tempore sunt desertae, cuius memoria non extat" (această predie (pământ) este pustie de atâta vreme a cărei amintire nu mai există). Este cazul similar pentru încă 39 de localități din comitatul Bihor, dar documentele de arhivă vin să demonstreze existența și continuitatea așezărilor cu o populație  ce prestează dijma din cereale, animale sau din alte venituri. La numai doi ani după conscrierea amintită, considerată, de altfel și de către autoritățile imperiale, eronată, prin urmare dispun să se facă alte conscrieri. Astfel, în 1694, Bălnaca apare cu 11 contribuabili cu animale. (In fruntea satului este amintit judele Ioan Karacson (Crăciun). 
Funcția de jude va fi consemnată mai frecvent în documente, în cazul satelor bihorene, începând cu secolul al XVIII-lea. Judele era ales dintre sătenii de vază, el administra veniturile satului, lua măsuri de pază, era judecător în toate pricinile locale, se îngrijea de strângerea dărilor către stat și stăpân. De obicei, judele era ales dintre iobagii înstăriți, însă, de la caz la caz, putea fi ales chiar dacă nu intra în această categorie, dar avea, probabil, mai multă autoritate sau spirit organizatoric. 	De exemplu, la 1712 jude în satul Bălnaca era colonul Gabriel Groza, care nu avea nimic în comparație cu Nicolae David, care avea 2 boi, 3 câble de porumb, 3 clăi de fân. 
Dacă în prima jumătate a secolului al XVIII-lea funcția de jude era o cinste, la sfârșitul secolului devine o servitute nedorită, din cauza sporirii obligațiilor iobăgești și a abuzurilor stăpânirii. Din documentele cercetate pentru secolele XVII—XVIII rezultă faptul că în fruntea satului Bălnaca s-au aflat următorii juzi: la 1699 Steph.Berbențe, când localitatea este conscrisă împreună cu localitatea Aștileu, la 1712 Gabriel Groza, la 1720 Laurentius Zan.
Din datele registrelor de dijmă pentru secolul al XVII-lea situația demografică a satului nu poate fi apreciată decât foarte aproximativ. De asemenea, pentru anii 1696, 1697, 1698, 1699, Bălnaca este conscrisă împreună cu alte localități. În consecință am procedat la o împărțire a contribuabililor în funcție de numărul satelor cu care este menționată și după metodologia anterioarei situații ar rezulta, ipotetic, următorul tabel:
| 1604 | 2 case           | 4 familii  | 16 locuitori  |
| 1652 | 29 porti         | 58 familii | 232 locuitori |
| 1694 | 11 contribuabili | 22 familii | 88 locuitori  |
| ---- | ---------------- | ---------- | ------------- |
| 1696 | 7 contribuabili  | 14 familii | 56 locuitori  |
| 1697 | 7 contribuabili  | 14 familii | 56 locuitori  |
| 1698 | 17 contribuabili | 34 familii | 136 locuitori |
| 1699 | 14 contribuabili | 28 familii | 112 locuitori |

Locuitorii satului se ocupau cu creșterea animalelor mici (oi, capre) și a albinelor, cultivau cereale (grâu, mei, porumb, orz mixt), dădeau dijma din miei, iezi și stupi, precum și din cereale, având posibilitatea de a răscumpăra o parte din dijmă în bani. De exemplu, în anul 1694 ei răscumpărau 142 de iezi cu 8 florini și 52 dinari, iar peste trei ani, în 1697, răscumpărau 7 miei, 14 iezi și 22 stupi cu 4 florini și 8,5 dinari. Din cereale, după 130 cruci de grâu (obținute de satele Bălnaca, Lorău,Cornițel și Birtin) dau dijmă 12 cruci de grâu, egale cu 6 câble.
Pentru secolul al XVII-lea doar registrele de dijmă din 1694 menționează nominal contribuabilii cu animale ai satului: judele Ioan Crăciun, Ioan Cartoș, Toma Pavel, Laurențiu Osvald, Mihail Laza, Gabriel Petrița, Toma Crăciun, Toma Gavrilaș, Martin Simion, Teodor Gherman. La 1697 satul Bălnaca este amintit împreună cu Lorău, Vadul Crișului și Birtin, la 1698 cu Luncșoara, Topa de Criș, Bulz și Lorău, iar la 1699 cu Aștileu. Apar în aceste conscrieri și contribuabili care plăteau banii crestinității: 6 în 1696, 2 în 1697, 18 în 1698.
În ultimul deceniu al secolului al XVII-lea se poate observa o schimbare în ceea ce privește ocupațiile prioritare ale locuitorilor. La 1694 dădeau dijma numai după 173 de iezi și nu aveau cereale (sine frugibus). Într-un timp scurt, aproximativ 4-5 ani, se extinde cultura cerealelor, încât la 1699, împreună cu localitatea Aștileu,  locuitorii din Bălnaca aveau numai 32 de miei și 3 iezi, obținând însă 640 cruci de grâu și 50 cruci de orz mixt.
Probabil că, datorită creșterii cantităților de cereale obținute la 1699, pe lângă dijmă se percepe și nona. Media de grâu pe cap de contribuabil era în 1696 de 6,5 cruci, 6,31 cruci în 1637, pentru a ajunge în 1699 la 22,10 cruci, deci o recoltă de grâu de 4 ori mai mare în decurs de numai 4 ani. La creșterea numărului animalelor se înregistrează o scădere de la media de 15,6 iezi (1694) la 2,5 miei și 3,3 iezi (1697) la 1,1 miei și 0,10 iezi (1699).
În secolul al XVIII-lea, satul Bălnaca face parte din domeniul Aleșdului, chiar dacă stăpânii se perindă ca și în secolul precedent. Între anii 1712-1720 satul aparține fiscului imperial, din 1720 intră în posesia contelui Bánfi, la 1776 din nou în domeniul cameral, iar la 1785 este proprietatea familiei Batthyány. Pentru acest secol deținem informații din conscrierile comitatense din anii 1712,
, 1713, 1720, 1723, 1746, 1753, 1770, 1776, 1779.
Cu reținerile enumerate anterior privind corectitudinea conscrierilor, se poate aproxima numărul locuitorilor înmulțind cu 5, indice stabilit pentru secolul al XVIII-lea:
| 1712 | 2 contribuabili  | 10 locuitor   |
| 1713 | 13 contribuabili | 65 locuitori  |
| 1715 | 5 contribuabili  | 25 locuitori  |
| 1720 | 5 contribuabili  | 25 locuitori  |
| 1723 | 25 contribuabili | 125 locuitori |
| 1746 | 17 contribuabili | 85 locuitori  |
| 1753 | 45 contribuabili | 215 locuitori |
| 1779 | 92 contribuabili | 460 locuitori |

Numărul scăzut al locuitorilor de la începutul secolului se pare că s-ar datora, în tot comitatul, mișcării antihabsburgice dintre anii 1703-1711. În unele părți locuitorii au fost determinați să se refugieze în Transilvania sau în locuri greu accesibile. Altă cauză ar fi epidemia de holeră din anii 1714-1719. De asemenea, conscrierile din 1715 și 1720 sânt considerate, în cercetarea de specialitate, ca fiind îndoielnice.
Se observă însă o curbă demografică ascendentă, mai ales începând din a doua jumătate a secolului al XVIII-lea, populația ajungând să se dubleze, sau chiar mai mult după 1780. Cauzele de ordin general ar fi sporul natural și o perioadă de stabilitate politică, socială și economică în comitat. 
Se constată o diminuare a obligațiilor iobăgești în deceniile 6-7, așa cum reiese din conscrierea din 1770: locuitorii satului Bălnaca nu plăteau dijmă, aveau dreptul la pescuit și să-și ducă porcii în pădure, aveau o moară proprie, în schimb trebuiau să facă lemne pentru construcții și foc. S-ar fi putut ca aceste avantaje să fi atras iobagii din alte părți.
Din punct de vedere al structurii sociale a populației satului până în 1723 sunt amintiți numai iobagii (coloni). De la această dată mai sunt semnalați frații și fii într-o pâine (1723) sau frații și fiii peste 16 ani (1746), precum și jelerii cu casă sau fără casă. La 1753 sunt menționați 34 de coloni și 9 fii peste 16 ani și 2 jeleri iar la 1779, 79 iobagi, 10 jeleri cu casă și 3 jeleri fără casă, ceea ce înseamnă o creștere a procesului de jelerizare pe parcursul celor peste 4 decenii. Procesul jelerilor era de 4,4o % în 1753, în 1779 de 13,8 %, deci o creștere de 3,3 ori.
În secolul al XVIII-lea, pe lângă creșterea simțitoare a numărului locuitorilor, crește și nivelul de trai al populației satului. Se diversifică semănăturile, cultivându-se, pe lângă grâu, porumb, orz, mei, ovăz și floarea-soarelui.
Din floarea-soarelui, în 1746 se obțin 380 buc, în 1753, 363 buc. Se creșteau animale mari, folosite la munca câmpului: boi, vaci și cai. 
Sătenii aveau 10 boi în 1713 la 1725 - 22, iar 1753 - 25. Mai creșteau porci, oi, capre, albine. 
Începe să apară o oarecare stratificare socială a populației, raportată la numărul de animale pe care le creșteau probabil și pentru comerț, așa cum este cazul din 1713 al lui Nicolae David, care avea 20 de oi, ori Săcară Gavril cu 20 de porci.
O situație detaliată a inventarului gospodăriilor satului îl prezintă conscripția din 1713:
| Nr. crt | Numele contribuabililor | Boi | Vaci | Cai | Porci | Oi | Capre | Fân Capite | Cereale           | Alte venituri |
| 1       | Petru Tatar             | -   | 1    | -   | -     | -  | -     | -          | -                 | -             |
| 2       | Simion Martin           | -   | 1    | -   | -     | -  | -     | -          | -                 | 1 Moară       |
| 3       | Nicolae David           | -   | 3    | -   | 2     | 20 | -     | 3          | -                 | -             |
| 4       | Thoma Keresi            | 2   | 1    | -   | -     | 6  | 4     | 1          | -                 | -             |
| 5       | Thoma Gaja              | 2   | 2    | 1   | 4     | -  | -     | 1          | 3 câble pornumb   | -             |
| 6       | Pavel Gaja              | -   | 1    | 1   | -     | 10 | -     | 1          | 1/4 câble pornumb | -             |
| 7       | Gabriel Groza           | -   | 1    | 1   | -     | -  | -     | 2          | 1/2 câble pornumb | -             |
| 8       | M. Ungur                | -   | 1    | -   | 2     | 6  | -     | 1          | -                 | -             |
| 9       | Stefle Ignat            | 1   | 1    | 1   | -     | 10 | -     | 1          | -                 | -             |
| 10      | Ilie Ungur              | 2   | 1    | -   | -     | -  | -     | 2          | 1/4 câble pornumb | -             |
| 11      | Nicolae Budura          | 1   | 1    | 1   | 2     | -  | -     | 1          | -                 | -             |
| 12      | Gabriel Secara          | 2   | 2    | 1   | 20    | 10 | 6     | 2          | 1/2 câble mei     | -             |
| 13      | Teodor Craciun          | -   | 1    | -   | 5     | -  | -     | 1          | -                 | -             |
| 14      | Petru Ungur             | -   | 1    | -   | -     | -  | -     | 1          | -                 | -             |

Comparând datele conscripției din 1713 cu cea din 1753, aceasta din urmă dând numai inventarul global al animalelor și cerealelor, se evidențiază unele diferențieri din punct de vedere economic. 
La creșterea oilor și caprelor se înregistrează un regres față de media de familie de 5,1 în 1713 la 1,4 în 1753.
Media boilor scade de la 1,4 în 1713 la 0,5 în 1753, la cai de la 0,2 la 0,1; la porci de la 2,5 la 2,1, la vaci de la 1,2 la 1,1. Dacă inventarul animalelor este în scădere, cel al furajelor și cerealelor este în creștere. Recoltele de fân sunt, în medie de familie 1,2 căpițe în 1713 și 1,4 căpițe la 1753. 
Media câblelor de porumb crește simțitor de la 0,2 în 1713 la 4,5 câble în 1753. În 1713 se cultiva porumbul și meiul, la 1753 se mai cultiva grâu, ovăz, secară, obținându-se, de exemplu, în 1753 din porumb 204 câble, din grâu 57 și 3/4 câble, din ovăz 5 și 1/2 câble, din secară 36 câble.
La 1713 este semnalată prima moară în sat, în proprietatea lui Simion Martin, moară ce aducea un venit de 5 câble de grâu în 1723 și 20 câble de grâu în 1753. Această moară era așezată pe malul drept al Crișului Repede, care avea albia prin locul numit azi „Moara bătrână". 
După construcția căii ferate, în secolul al XlX-lea a fost mutată, împreună cu matca Crișului, de cealaltă parte a terasamentului căii ferate, unde va funcționa până la mijlocul secolului al XX-lea. Din 1779 este amintită încă o moară, așezată pe malul stâng al Crișului.
În a doua jumătate a secolului al XVIII-lea se extinde pomicultura, locuitorii dădeau dare de fructe uscate și proaspete și după cazanele de fiert țuică. 
Începând cu anul 1753 sunt semnalate meșteșugurile, fără a fi specificate, ele aduceau un venit anual de 10 florini. Exista la 1779 și o cârciumă domenială, în care se vindea vinul și țuica fiscului.
Dacă în prima jumătate a secolului al XVIII-lea se mai păstrează încă obligațiile tradiționale iobăgești, în a doua jumătate a secolului acestea se înmulțesc simțitor. 
În cadrul obligațiilor urbariale întrau: censul, robota, nona. Iobagii și jelerii cu casă plăteau în 1779 censul câte un florin anual de fiecare casă. Robota era stabilită după totalul sesiilor, la o sesie întreagă revenind 52 zile robotă cu animalele sau 104 zile cu palmele pe an, așa încât celor 79 de iobagi ai statului cu 20 6/8 sesii le revenea în total 1040 zile de muncă cu animalele sau 2080 zile de muncă cu palmele, deci fiecare iobag presta 13 zile pe an cu animalele sau 26 de zile pe an cu palmele. Nona o dădeau din cereale: grâu, ovăz, porumb și din animale: miei, iezi, stupi. 	
Conscrierea din 1779 atestă o serie de ocupații în funcție de care se stabilesc taxele din crâșmărit, morărit, lemnărit, ghindărit, meșteșuguri. Domeniul nu avea în folosință teren arabil sau vie în hotarul satului, doar un fânaț care producea 24 stânjeni de fân în valoare de 240 florini anual.
Conscrierile urbariale ale secolului al XVIII-lea stabilesc categoria pământurilor, în funcție de fertilitatea sau sterilitatea solului, în 4 clase. Conscrierea din 1720 amintește că și în 1711 pământul din satul Bălnaca era încadrat în clasa a 4-a. La 1720 în hotarul satului se practica sistemul de cultură „într-un câmp", Bălnaca numărându-se printre cele 42 de localități din totalul de 216 cu acest sistem de agricultură. Sistemul respectiv nu oferea posibilitatea de rotire a culturilor din cauza condițiilor de relief, de suprafața mică și dispersată a arabilului aflat în jurul gospodăriilor răsfirate în cazul satelor de deal și de munte. 
La 1770, în propunerea de clasificare a pământurilor, care a premers conscrierilor urbariale, pământul satului este încadrat tot în clasa a 4-a, fiind „steril, pietros, plasat în munți și văi". Nu se specifica sistemul de cultivare. Mai mult ca sigur că aceasta nu s-a modificat. 
Documentul, destul de complet, din 1770 intitulat „Beneficia et maleficia locorum", oferă și alte date privind situația economico-socială a satului.
În nouă puncte de întrebare se analizează beneficiile care se puteau obține de la colonii satului, legate de pescuit, lemnărit, morărit, ghindărit iar punctele rele se referau la calitatea pământului.
În a doua jumătate a secolului al XVIII-lea servituțile feudale devin tot mai numeroase și mai grele. La un an după înfrângerea răscoalei lui Horea, țăranii din satul Bălnaca și din alte sate de pe domeniul familiei Batthyány, cu centrul la Aleșd, fac o plângere către judele nobiliar din Aleșd, în care cer ca obligațiile lor în natură să poată fi răscumpărate în bani. În anii 1694, 1699, 1712, 1713 și 1790, contribuabilii satului sunt amintiți nominal (nume românești, scrise cu ortografia maghiară sau traduse). Dintre familiile a căror continuitate se poate urmări prin veacuri până în zilele noastre ar fi: Crăciun, Gavrilaș, Martin, Gherman (la 1694) adăugându-li-se (la 1699) Gaja, Groza,Toma (1699), David (la 1712) și Tătar, Ungur, Budura, Secară (la 1713).

## Cartea veche din parohia satului Bălnaca
Pe tot parcursul Evului Mediu localitățile de pe cursul Crișului Repede trec de la o stăpânire la alta. Politica de investiții în bunuri imobile funcționa și în acest timp. Unii domnitori ai Țării Românești, își asigură averile cumpărând domenii în Transilvania. Bunăoară, la sfârșitul secolului al XIV-lea, Mircea Cel Bătrân stăpânea domeniul cetății Bologa de lângă Huedin, cu 18 sate conduse de cnezi și voievozi cu centre de cultură ca Aștileul, etc.  Mai târziu, Constantin Vodă Basarab a cumpărat prin intermediul lui Gheorghe Stefan, Domnul pribeag, de la Gheorghe Rákóczi al II-lea, cetatea Șinteului cu 30 de sate românești, din care făcea parte și satul Bălnaca. Legăturile culturale dintre Țara Românească, Transilvania și Moldova  erau menținute și prin circulația cărților.
Cărțile de cult  tipărite în localitățile de  peste Carpați ajung și în Transilvania, unde se vor inființa, la sfârșitul secolului al XVI-lea, tipografii la Brașov, Alba Iulia, Blaj.  Cărțile  erau rare  și foarte scumpe,de aceea vom găsi pe maginea lor însemnări care condamnă furtul  sau înstrăinarea lor. Preoții făceau diverse adnotări pe cărțile ce le dețineau în parohie. Acestea sunt  interesante  azi pentru a afla unele aspecte din viața satului. Aflăm astfel, cum au trăit  sătenii din Bălnaca în anii de foamete care au atins județul Bihor în anii 1792,1806,1811,1812,1814. Cauzele au fost multiple: ploile la vremea recoltei, revărsarea apelor, frigul,etc.
Între anii 1942-1985, Titus Roșu, profesor de istorie, la Liceul Emanoil Gojdu din Oradea a adunat în volumul intitulat :"Însemnări și inscripții bihorene", vol.I- II, apărut în Editura Universității din Oradea, în anul,1999, materiale din 150 de biserici,  de pe  câteva sute de cărți și icoane de pa raza județului Bihor etc. Reproducem  numai acele  adnotări referitoare la satul Bălnaca,  de la numărul de catalog 140, paginile 233-234 gasite pe cărțile, aflate, la vremea aceea, la sediul parohiei din satul Bălnaca :
1.)    Apostol - tipărit la București  în anul 1784
« Această dumnezeească carte… anume ce se cheamă Apostol s-au cumpărat prin cheltuiala domnescului sat Bălnaca și cine s-ar afla să o mute sau să o strămute de la sfânta biserică de la Bălnaca să fie afutisit și procletit de cei 318 sfinți părinți ce au fost în sobor la Nikeia. Dat-am la Bălnaca, 10 zile, iunie 1837. Întru stăpânirea mea la al 3-lea an stăpânind preoție, Nicolae paroh în Bălnaca în 4 noiembrie, anul 1793, prin protopopul Vadului Teodor Borșan. »
2.)    Sfânta și Dumnezeiasca Evanghelie - tipărită în vremea lui Francisc al II-lea în tipografia lui Ioan Bart. «  -Anul 1825 eu preot Coste Flore m-am preoțit, Hramul Sfinților Voivozi Mihail și Gavril care se află în satul Bălnaca.- Arătare cum s-au îndăluit sușigul carele au ținut  șase ani și așe au fost de cumplit cât au pierit trei părți din oameni de foame și mureau oamenii umblând pe drumuri de nu era cine să-i îngroape și numai de foame se topeau că am văzut cu ochii mei cum au mâncat oamenii din cioci și de ovăz și încă cei mulți au trăit cu lobode și cu urzici și mălai  de ghindă și de cojile de cucurbătă și de sămânță de berbeniță și sămânță de cânepă au măcinat de au mâncat și când  s-au andăluit sușigu din anul 1812 au fost toată vara rece și nu să făce bucatele. Din anul 1812 tot așa  au fost până în anul 1817 cât pe urmă un căbel de grâu cu 100 de zloți de tentiu cu…. După ace, la anul 1818 după Crăciun au venit grâu cu..sprăzece și mălai cu opt zloți în vremea băncuțelor adecă erau bani de popir și întru acei ani se vărsa apele și ploi peste măsură și nu se făcea nimic de care să ferească Dumnezeu să nu mai fie. Dat în Bălnaca 5 zile ianuarie 1818. Smeritul între preoți Mihail Lascovici paroh.”- „În anul 1836 diacul Gavril Popovici lăcuitor fiind în Beznea au stăpânit diecie cu mine preot Nicolae Lascovici  întru care foarte cu vrednicie au fost la toate slujbele, sîrguitor împlinitor-Dat-am în Bălnaca 2 zile februarie 1839 Nicolae Lascovici paroh în Bălnaca și administrator  paroh în Bratca de lege greacă neunită” (ortodoxă).
3.)Cazanie - tipărită în vremea lui Alexandru Scarlat Ghica voievod.
-„ Scris-am eu popa Mihai parohul Bălnăcii când au fost foarte mare sușigu un căbel de tentiu cu 8 zloți, de grâu cu 12 și cu 14 zloți. 1806”.
4.) Triodion - tipărită la Blaj, în anul 1771
-„ Această carte ce se cheamă Triod este a satului Bălnaca și au luat pă sama Sfintei biserici celei neunite (ortodoxe) și cine s-ar ispiti să ie de la biserica din Bălnaca să fie afurisit de 318 de sfinți părinți ce au fost la sobor în Niceeia . Dat în Bălnaca 9-le februarie 1825. Lascovici Nicolae lăcuitor în satul Bălnaca”.-„ În anul 1825 am învățat glasurile la cinstitul părinte de la Luncșoara Creț Florian și am învățat un glas pentru un zlot. Scris-am eu Lascovici Nicolae... dat în Bălnaca 9-le februarie, Lascovici Nicolae”.
5.) Strastnic – din vremea Mariei Tereza, Blaj, 1773.
-„ Acest Strastnic l-au cumpărat în sat Bălnaca cu 7 florinți de la dascăl Toma din sat  din Tiuș și această carte au dat Suciu Petru 9 măriași și Groze Ion un husoș, Săcan Toader un husoș, Groze Onică un husoș, Cuibuș Nistor din Borozel... 2 măriași și un petac Groze Ion cel Bătrân, un petac, Tudoroi Indrie 1 groșiță, Martin Șchiop 1 groșiță... 1791”.- „ Cartea Bălnăcanilor Strastnic, Costan Popovici  Bălnăcanul, 1791”.  
6.) Antologhion – tiparită la Blaj, în anul 1781.
-„ În anul 1825 au murit Lascovici Mihail parohul de la Bălnaca 17 zile septembrie. Scrisu-s-au  prin mine pruncul lui în 9 zile februarie 1825 Lascovici Nicolae”.
-„ Această sfântă carte Mineiu o am cumpărat noi, ca să ne fie pomană nouă, viilor noștri și tuturora în Bălnaca în 4 zile noiembrie 1 anul 1793 prin Teodor Bursan protopopul Vadului.
-„ Această carte anume Mineiu ce se cheamă, o cumpărat săteni din Bălnaca cu 30 de florinți vonași de la un dascăl ce se cheamă Toma din varmeghia Bălgradului. Omul era de stat din satul Teiuș aproape de Blaj. Scris-am eu popa Coste din Bălnaca în luna lui iulie în 30 de zile 1791. Mâna ce au scris va putrezi și în pământ se va duce iară sufletul va merge la cer. Constantin Antonovici Bălnăcanul”.